# اووینگتون، نورث‌آمبرلند
اووینگتون (به انگلیسی: Ovington) یک روستا و محله مدنی در بریتانیا است که در نورث‌آمبرلند واقع شده‌است. اووینگتون ۵۳۲ نفر جمعیت دارد.